# Martin Schwalb

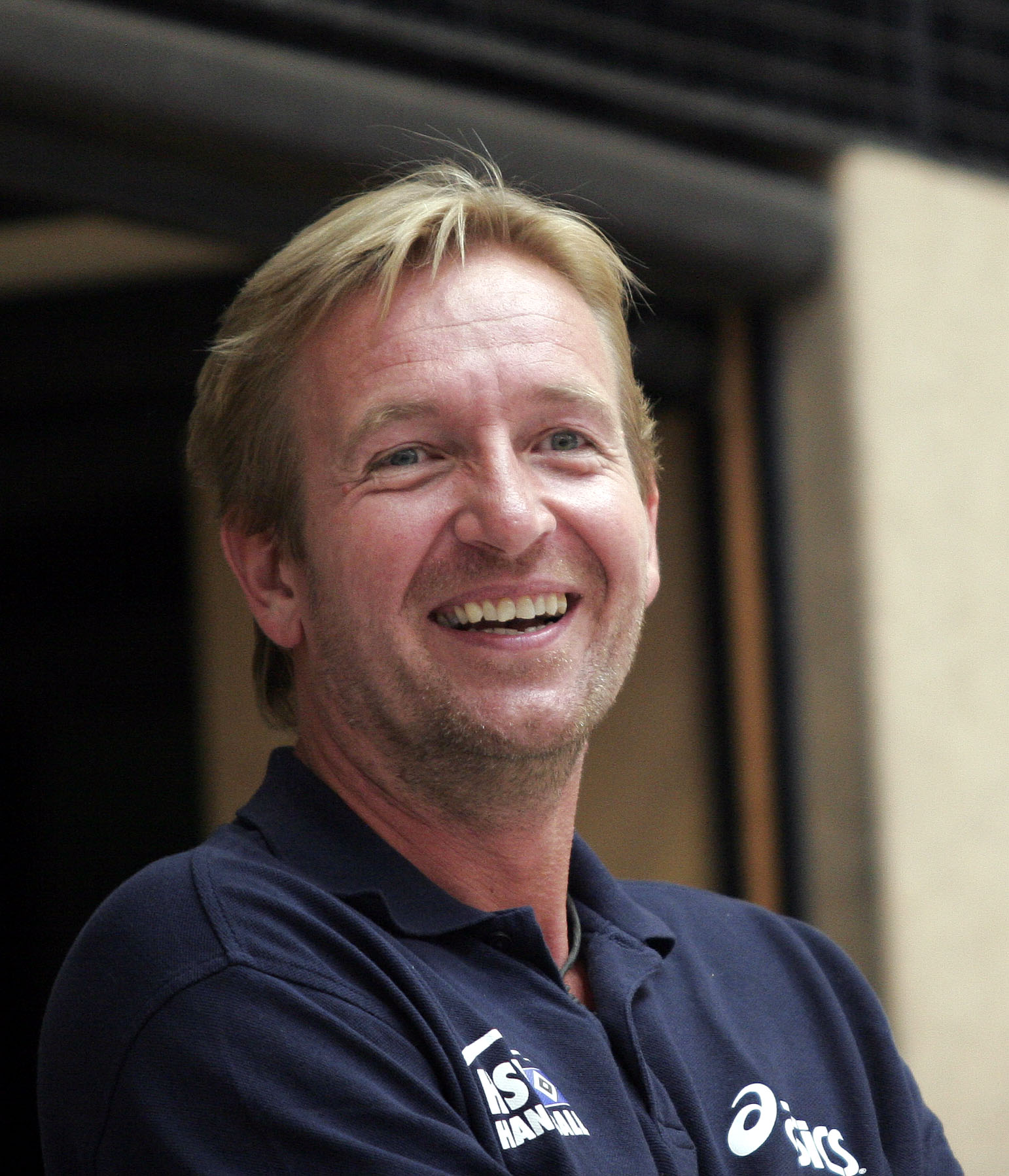
Martin Schwalb am 11. August 2007 in Ehingen beim Schlecker Cup

Martin Schwalb (* 4. Mai 1963 in Stuttgart) ist ein deutscher früherer Handballspieler und jetziger Handballtrainer sowie Sportfunktionär. Schwalb spielte im rechten Rückraum.

## Karriere
Der langjährige Nationalspieler bestritt in seiner aktiven Karriere 428 Bundesligapartien, in denen er mit 2272 Toren (davon 945 Siebenmeter) die fünftmeisten Treffer in der Bundesligahistorie erzielte.

### Spielerkarriere
Mit bereits 19 Jahren feierte Schwalb 1982 sein Debüt in der Bundesliga für Frisch Auf Göppingen. Nach dem Zwangsabstieg der Mannschaft wechselte Schwalb 1984 zum amtierenden Meister TV Großwallstadt. Die Meisterschaft könnte er in vier Jahren mit seinem neuen Team nicht gewinnen, wurde in der Saison 1986/87 jedoch Vizemeister und gewann den DHB-Pokal und damit seinen ersten Titel. In seiner letzten Saison für Großwallstadt wurde das Finale des Europapokals der Pokalsieger erreicht, welches jedoch verloren ging. Zur Saison 1988/89 wechselte Schwalb dann zum damals amtierenden Meister TUSEM Essen und konnte mit der Mannschaft den Titel verteidigen, wurde somit erstmals deutscher Meister und gewann im selben Jahr mit Essen den Europapokal der Pokalsieger. Zur Saison 1990/91 wechselte Schwalb zur SG Wallau/Massenheim. Dort gewann er 1992 erneut die deutsche Meisterschaft sowie den IHF-Pokal. Während er und seine Mannschaft im darauffolgenden Jahr die Meisterschaft verteidigen können, verlor man das Finale im Europapokal der Landesmeister knapp. Schwalb verpasste das Hinspiel verletzungsbedingt. Mit der SG Wallau/Massenheim ließ er 1993 und 1994 weitere Titel folgen und gewann zweimal den DHB-Pokal. Auch persönliche Auszeichnungen folgten im Jahr 1996, als er zum einen Torschützenkönig wurde und zusätzlich noch zum Handballer des Jahres gekürt wurde. Zum Ende der Saison 1997/98 wurde Schwalb Spielertrainer bei seinem Team und beendete nach Abschluss der Saison seine aktive Karriere als Spieler.
Schwalb debütierte 1983 für die deutsche Nationalmannschaft und blieb bis 1998, also dem Ende seiner aktiven Spielerkarriere, Nationalspieler. Sein letztes großes Turnier war die EM 1998, wo er mit der Mannschaft Bronze gewann. Zudem war Martin Schwalb zweimal bei Olympischen Spielen dabei: 1984 in Los Angeles und 1996 in Atlanta. In Los Angeles gewann er die olympische Silbermedaille.

### Trainer- und Funktionärskarriere
Als neuer Chefcoach der SG Wallau/Massenheim ab 1998 konnte er, trotz finanzieller Probleme des Vereins, als Trainerneuling respektable Ergebnisse vorweisen. So wurde er 2000 zum Trainer des Jahres gekürt und führte seine Mannschaft ein Jahr später als Vierter der Liga nochmal in den EHF-Pokal. 2005 war jedoch Schluss bei Wallau/Massenheim, da der Verein keine Lizenz mehr für die 1. Bundesliga erhielt. Schwalb wechselte zur HSG Wetzlar, stieg dort jedoch relativ kurz nach Saisonbeginn dank einer Ausstiegsklausel wieder aus und nahm das Angebot des HSV Hamburg an. Ab dem 21. Oktober 2005 trainierte er die Mannschaft des HSV Hamburg in der Bundesliga. Bereits in seiner ersten Saison gewann er mit dem DHB-Pokal 2006 seinen ersten Titel als Trainer. Im Folgejahr wurde die Mannschaft unter Schwalb Vizemeister hinter dem THW Kiel und gewann den Europapokal der Pokalsieger. Auch 2008 und 2009 wurde die Mannschaft Vizemeister und etablierte sich international mit dem Erreichen des Final Four der Champions League. In der Saison 2009/10 wurde die Mannschaft erneut Pokalsieger und Schwalb erneut Trainer des Jahres. Die Saison 2010/11 krönte dann die Entwicklung der Vorjahre und endete mit der ersten deutschen Meisterschaft. In der Champions League scheiterte man erneut im Halbfinale.
Nach der Saison 2010/11 gab er seinen Trainerposten an Per Carlén ab und war in der Saison 2011/12 Geschäftsführer und Präsident des Vereins. Nach sportlichen Problemen trainierte Schwalb, gemeinsam mit Jens Häusler, seit Anfang 2012 wieder den HSV Hamburg und gab seinen Posten als Geschäftsführer zum Ende der Saison auf. In der Saison 2012/13 gewann Schwalb mit dem HSV erstmals die Champions League mit einem Finalsieg gegen den FC Barcelona. Nach Unstimmigkeiten mit dem Mäzen des Vereins Andreas Rudolph erhielt Schwalb zum Ende der Saison 2013/14 die Kündigung. Am 3. Juli 2014 erlitt Schwalb einen Herzinfarkt und musste notoperiert werden. Eine Woche später wurde Christian Gaudin als sein Nachfolger bei den Hamburgern präsentiert.
Im Frühjahr 2016 wurde Schwalb Vizepräsident beim HSV Hamburg und gestaltete den Neuaufbau des Vereins in der dritten Liga mit, insbesondere in den Bereichen Wirtschaft, Sport und Kommunikation. In der zweiten Saison stieg man unter Trainer Torsten Jansen, ein ehemaliger Spieler von Schwalb, in die zweite Bundesliga auf. 
Ab Februar 2020 trainierte er den Bundesligisten Rhein-Neckar-Löwen. Bis zum Ende seiner Vertragszeit ruhte sein Amt als Vizepräsident beim HSV. Anfang Februar 2021 kündigte Schwalb an, nach der Saison 2020/21 mit Ende seiner Vertragslaufzeit die Rhein-Neckar-Löwen zu verlassen, da er seinen Lebensmittelpunkt bei seiner Familie in Hamburg sieht. Anschließend nahm er wieder beim HSV Hamburg seine Tätigkeit als Vizepräsident auf. Im August 2024 legte er sein Amt beim Handball Sport Verein Hamburg nieder.
Schwalb übernahm im Oktober 2024 das Traineramt des Bundesligisten HC Erlangen. Am 25. Februar 2025 wurde er dort freigestellt.

## Erfolge

### Trainer
- Champions League: 2013 (HSV Hamburg)
- Deutscher Meister: 2011 (HSV Hamburg)
- DHB-Pokal: 2006, 2010 (HSV Hamburg)
- Deutscher Supercup: 2006, 2009, 2010 (HSV Hamburg)
- Europapokal der Pokalsieger: 2007 (HSV Hamburg)

### Spieler

#### Verein
- Deutscher Meister: 1989 (TUSEM Essen), 1992, 1993 (SG Wallau/Massenheim)
- DHB-Pokal: 1987 (TV Großwallstadt), 1993, 1994 (SG Wallau/Massenheim)
- Europapokal der Landesmeister: Finalist 1993 (SG Wallau/Massenheim)
- Europapokal der Pokalsieger: 1989 (TUSEM Essen), Finalist 1988 (TV Großwallstadt)
- IHF-Pokal: 1992 (SG Wallau/Massenheim)

#### Nationalmannschaft
- 1984 Silbermedaille Olympische Spiele in Los Angeles
- 1998 EM-Dritter in Italien

### Auszeichnungen und andere Erfolge
- 1996 Torschützenkönig, (230 Tore, 102 Siebenmeter)
- 1996 Handballer des Jahres
- 2000 und 2010 Trainer des Jahres
- 193 Länderspiele
- 1984 Silbernes Lorbeerblatt[17]

## Sonstiges
Für die Handballweltmeisterschaft 2007 war Christian Schwarzer vom ZDF als Experte für die Live-Übertragungen vorgesehen. Dieser kommentierte die ersten beiden Spiele der Vorrunde, musste dann aber aufgrund seiner Nachnominierung durch Heiner Brand diese Tätigkeit niederlegen. Schwalb übernahm für ihn den Posten des ZDF-Experten. Bei der Handball-EM 2010 in Österreich übernahm er die Expertenposition bei der ARD. Neben diesen beiden Expertentätigkeiten war Schwalb seit September 2014 bis zu seinem Comeback als Trainer 2020 einer der Experten bei Sky für deren Übertragungen der EHF Champions League und seit der Saison 2017/18 auch der Bundesliga.
Schwalb unterstützt als Botschafter die Initiative Respekt! Kein Platz für Rassismus.

## Trivia
Bei der Bundeswehr leistete er seinen Dienst zusammen mit den ehemaligen Fußball-Profis Andreas Möller und Manfred Binz.